# Cuerpo grotesco
El cuerpo grotesco es un concepto ideado por el lingüista y crítico literario ruso Mijaíl Bajtín en sus estudios atinentes a los textos y relatos de la Edad Media y del Renacimiento, especialmente cuando analiza la obra del escritor francés François Rabelais. 
El concepto bajtiniano se considera prácticamente un tropo literario: el cuerpo grotesco es definido como "una figura de intercambio desregulado biológico y social". Ya que en opinión de Bajtín, Rabelais, interiorizando el cuerpo grotesco en su novela Gargantúa y Pantagruel reformuló los conflictos políticos en las dinámicas de la fisiología humana.
Bajtín expresa que en tiempos de Rabelais el cuerpo grotesco era una celebración de la vida en su ciclo de nacimiento/muerte. En efecto, el cuerpo grotesco es una figura cómica profundamente ambivalente ya que posee un significado "propositivo", relacionado principalmente con el nacimiento y la renovación, y un significado de "negación", relacionado con la decadencia y con la muerte que dejan lugar y tiempo.
Explica, respecto a este concepto de Bajtín, el autor italiano satírico contemporáneo Daniele Luttazzi que «la sátira exhibe el cuerpo grotesco, dominado de las necesidades primarias (comer, beber, defecar, orinar, follar), para celebrar la victoria de la vida: lo social y lo corpóreo son unidos gozosamente en algo indivisible, universal y benéfico».